# Contea di Taʻu
La contea di Taʻu, in inglese Ta'u county, è una delle quattordici suddivisioni amministrative di secondo livello, delle Samoa Americane. L'ente fa parte del Distretto Manu'a, ha una superficie di 15,81 km² e 380 abitanti.

## Geografia fisica
Taʻu comprende la zona sud occidentale dell'omonima isola Taʻu tra il  monte Lata, il  monte Olotania, il  monte Olomanu, la  punta Si'ufa'alele e la  punta Utumanu'a.

### Montagne
La contea comprende le seguenti montagne: 
| Montagne                                                              |
| --------------------------------------------------------------------- |
| - Lata Ridge - Olotania Ridge - Olomanu Ridge - Mataalaosagamai Ridge |

### Riserve naturali
- Parco nazionale delle Samoa americane

### Contee confinanti
- Contea di Faleasao (Distretto Manu'a) -  nord
- Contea di Fitiuta (Distretto Manu'a) -  est

## Villaggi
La contea comprende i villaggi di Luma e Si'ufaga.